# Censura en Alemania Oriental

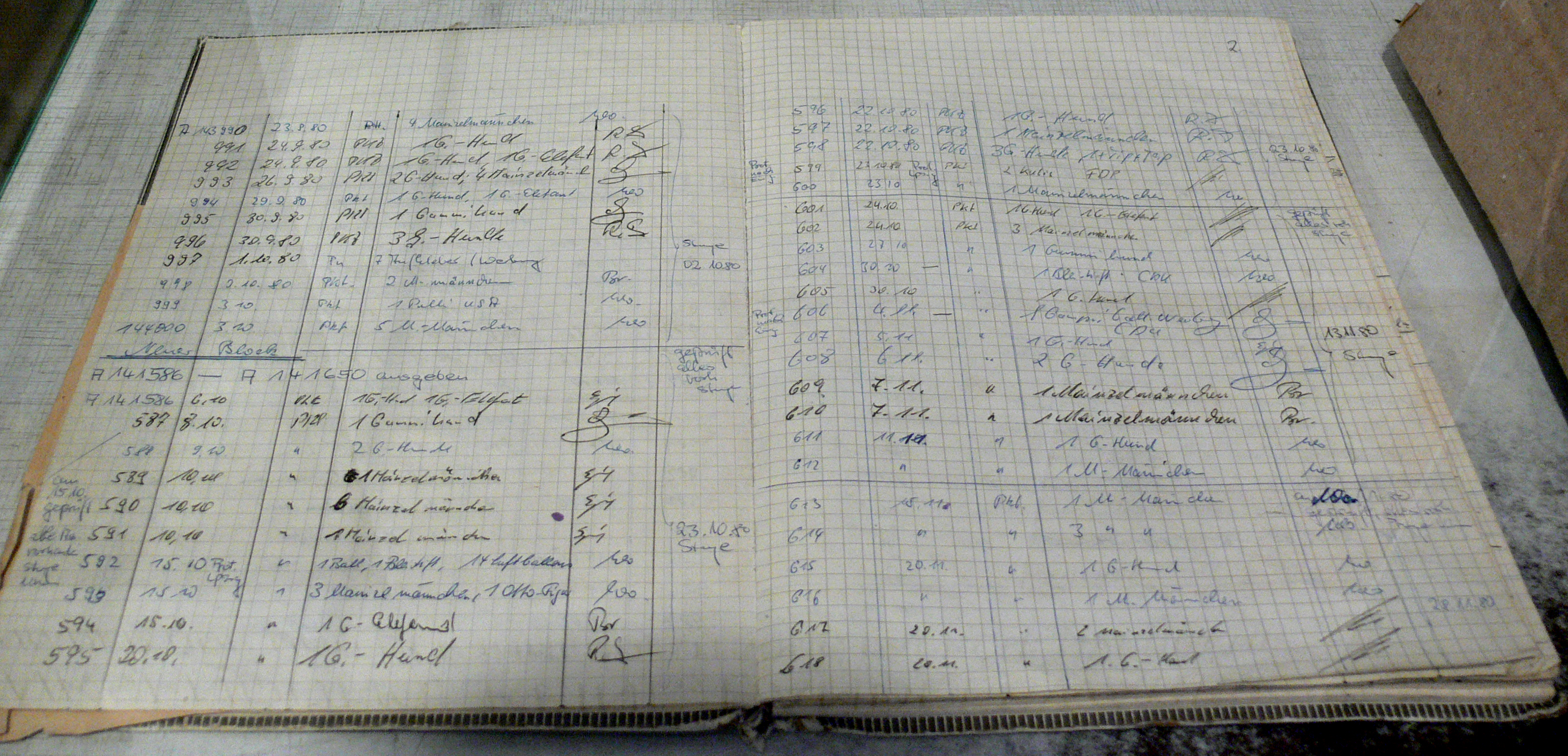
Hamburgo, Museo Alemán de Aduanas “Libro de registro” de la inspección de paquetes de la RDA con una lista de artículos confiscados o rechazados, aquí a menudo: personajes Mainzelmännchen (mascotas de la ZDF de Alemania Occidental), inv. N°DZM 1.002.122

La censura en Alemania Oriental tuvo una naturaleza amplia y se aplicó entre 1949 y 1990 durante la existencia de la República Democrática de Alemania (o Alemania Oriental o RDA). La censura fue en muchas maneras similar a la ejercida en numerosos países aliados de la Unión Soviética previo a la Caída del muro de Berlín. 

## Recaudos en la Constitución de Alemania Oriental
La versión original de 1949 de la constitución de Alemania Oriental no poseía previsiones sobre censura a la prensa, pero si establecía en su artículo 9, sección 2 que "no debe tener lugar la censura a los medios de prensa". Este principio fue eliminado en la revisión de 1968 de la constitución, siendo expandido para convertirse en el artículo 27, que refleja la modernización que impone la tecnología:
- "Todo ciudadano posee el derecho de expresar en forma libre y pública su opinión de acuerdo a los principios de la constitución."
- "La libertad de prensa, radiodifusión y televisión se encuentran garantizadas."

A pesar de estas declaraciones de derechos, un sistema de censura tanto oficial como no oficial operó durante la existencia de la RDA, si bien algo más suave durante los últimos años de existencia del país. Como la RDA en realidad era un estado unipartidista que operaba bajo el comando y guía del SED, la libertad de prensa y de otras industrias de impresión se encontró a merced del partido gobernante, el régimen y los deseos ideológicos de las personas que ejercían el poder. 
Aunque esto parece estar en aparente contradicción con los principios indicados previamente, dado que la implementación debía ser consistente y "de acuerdo a los principios de la constitución" ello le permitió al gobierno recurrir a razones tales como la seguridad nacional, la decencia pública, y otros aspectos mencionados en la legislación nacional para imponer un sistema de censura.

## Implementación
El gobierno controló todas las publicaciones en los medios, las artes, o la cultura. Para asegurar que el sistema de censura fuera completo, las publicaciones propuestas debían pasar por varias instancias de censura. Las dos etapas de censura eran la externa y la interna (censura por parte del gobierno y del partido (SED)).

### Censura externa
La censura externa consistía en la pre-censura realizada por las compañías editoras. El censor analizaba el manuscrito desde el punto de vista de la ideología socialista y recomendaba cambios al autor en la medida que lo consideraba necesario. Posteriormente todo el trabajo era analizado nuevamente por un comité de la empresa editora para estudiar si es que contenía ideología hostil a la ideología gubernamental en vigencia.

### Censura gubernamental
Este tipo de censura fue realizada y supervisada por dos organizaciones gubernamentales que supervisaban la censura de la literatura. La primera era la Oficina central para empresas editoras y el comercio de libros (Hauptverwaltung Verlage und Buchhandel, HV), y la segunda era la Oficina de Copyright (Büro für Urheberrechte).
La HV decidía sobre el grado de censura y la forma de publicar y promocionar el trabajo. La Oficina de Copyright evaluaba la obra, y luego decidía si el libro u otro tipo de obra era autorizado a publicarse en países fuera de la RDA, o solo en la RDA.

### Censura por parte del partido (SED)
Este tipo de censura existió en todos los niveles de la RDA. Todo negocio u organización fue afectado por la misma. Los miembros del partido formaban parte de todas las instituciones y ocupaban posiciones importantes (por ejemplo en las organizaciones de autores). A veces la censura era llevada a cabo en forma directa por el Politburó, especialmente si la obra no se ajustaba a la ideología de ese momento.